# Сухояж
Сухояж (баш. Һуҡояш, Һыуыҡҡояш) — река в России, протекает по Белорецкому району Башкортостана. Устье реки находится в 89 км от устья Инзера по левому берегу. Длина реки составляет 13 км.

## Данные водного реестра
По данным государственного водного реестра России относится к Камскому бассейновому округу, водохозяйственный участок реки — Сим от истока и до устья, речной подбассейн реки — Белая. Речной бассейн реки — Кама.
Код объекта в государственном водном реестре — 10010200612111100019805.